# Storia (singolo)
Storia è un brano musicale del gruppo musicale giapponese Kalafina, pubblicato come loro quinto singolo il 1º luglio 2009. Il brano è incluso nell'album Red Moon, secondo lavoro del gruppo. Il singolo ha raggiunto la quindicesima posizione della classifica Oricon dei singoli più venduti in Giappone, vendendo 7 093 copie. Il brano è stato utilizzato come image song del film documentario della NHK Rekishi Hiwa Historia.

## Tracce
CD Singolo SECL-788
1. storia - 3:38
2. lirica - 5:20
3. storia (Instrumental) - 3:38

## Classifiche
| Classifica (2009) | Posizione più alta |
| ----------------- | ------------------ |
| Giappone (Oricon) | 15                 |